# Diana (stolica tytularna)
Diana (łac. Diocesis Dianensis) – stolica historycznej diecezji w Cesarstwie rzymskim w prowincji Numidia zlikwidowana w VII w. podczas ekspansji islamskiej, współcześnie w północnej Algierii. Obecnie katolickie biskupstwo tytularne. 

## Biskupi tytularni
| Lp. | Biskup                       | Funkcja                                                  | Od               | Do                  |
| --- | ---------------------------- | -------------------------------------------------------- | ---------------- | ------------------- |
| 1   | Tomasz Franciszek Czapski    | biskup koadiutor chełmiński                              | 1 lipca 1726     | 6 grudnia 1730      |
| 2   | Hugh MacDonald               | wikariusz apostolski Highland District (Wielka Brytania) | 12 lutego 1731   | 12 marca 1773       |
| 3   | Andrzej Stanisław von Hatten | biskup pomocniczy warmiński                              | 11 sierpnia 1800 | 2 października 1837 |
| 4   | Daniel Latussek              | biskup pomocniczy wrocławski                             | 12 lutego 1838   | 17 sierpnia 1857    |
| 5   | Félix Biet                   | wikariusz apostolski Tybetu                              | 23 lipca 1878    | 9 września 1901     |
| 6   | Charles Eugène Parent        | biskup pomocniczy Rimouski (Kanada)                      | 11 marca 1944    | 2 marca 1951        |
| 7   | Gérard Mongeau               | biskup-prałat Cotabato (Filipiny)                        | 27 marca 1951    | 12 czerwca 1976     |
| 8   | Jacques Delaporte            | biskup pomocniczy Nancy (Francja)                        | 22 czerwca 1976  | 25 marca 1980       |
| 9   | Raymond Saint-Gelais         | biskup pomocniczy Saint-Jérôme (Kanada)                  | 5 lipca 1980     | 19 lutego 1988      |
| 10  | Marcel Perrier               | biskup pomocniczy Chambéry (Francja)                     | 15 kwietnia 1988 | 16 maja 2000        |
| 11  | Alfonso Milián Sorribas      | biskup pomocniczy Saragossy (Hiszpania)                  | 9 listopada 2000 | 11 listopada 2004   |
| 12  | Pierre-André Fournier        | biskup pomocniczy Quebecu (Kanada)                       | 11 lutego 2005   | 3 lipca 2008        |
| 13  | Thomas Löhr                  | biskup pomocniczy Limburga (Niemcy)                      | 15 czerwca 2009  |                     |